# Conrad Balatoni
Conrad Balatoni (Leeds, 27 januari 1991) is een Engels profvoetballer die als centrale verdediger speelt.
Balatoni werd geboren in Leeds en verhuisde op jonge leeftijd naar Edinburgh waar hij de jeugdopleiding van Heart of Midlothian doorliep. Hij zat enkele keren op de bank bij het eerste team maar brak niet door. Balatoni werd anderhalf seizoen verhuurd aan Partick Thistle FC voor zijn contract bij Hearts eind januari 2012 ontbonden werd. Partick Thistle contracteerde hem direct en met de club won hij in het seizoen 2012/13 de Scottish First Division. In 2015 liep zijn contract af. In september van dat jaar ging hij voor Kilmarnock FC spelen en in het seizoen 2016/17 speelt hij bij Ayr United FC.